# Monarcha Saint Lucia
Monarcha Saint Lucia – tytuł głowy państwa Saint Lucia, którą obecnie jest król Karol III. Saint Lucia jest jednym z królestw Wspólnoty Narodów (Commonwealth Realm), podobnie jak Kanada czy Saint Vincent i Grenadyny, które związane jest unią personalną z Koroną brytyjską.

## Tytulatura
Tytuł Karola III jako króla Saint Lucia brzmi:
- Charles III, by the Grace of God, King of Saint Lucia and His other Realms and Territories, Head of the Commonwealth
- Karol III, Z Bożej łaski król Saint Lucia i jego innych Królestw i Terytoriów, głowa Wspólnoty Narodów.

Króla w Saint Lucia zastępuje gubernator generalny.

## Monarchowie Saint Lucia
- od 1979 do 2022: Elżbieta II
- od 2022: Karol III